# Vladimirești, Cetatea Albă
Vladimirești (în ucraineană Володимирівка, transliterat: Volodîmîrivka) este un sat în comuna Cazaci din raionul Cetatea Albă, regiunea Odesa, Ucraina.

## Demografie
Componența lingvistică a localității Vladimirești
     Ucraineană (94,64%)
     Rusă (3,13%)
     Română (2,23%)
Conform recensământului din 2001, majoritatea populației localității Vladimirești era vorbitoare de ucraineană (94,64%), existând în minoritate și vorbitori de rusă (3,13%) și română (2,23%).